# Bronisława Orawiec-Löffler
Bronisława Orawiec-Löffler (ur. 16 lutego 1929 w Poroninie, zm. 10 kwietnia 2010 w Smoleńsku) – polska stomatolog, działaczka społeczna.

## Życiorys

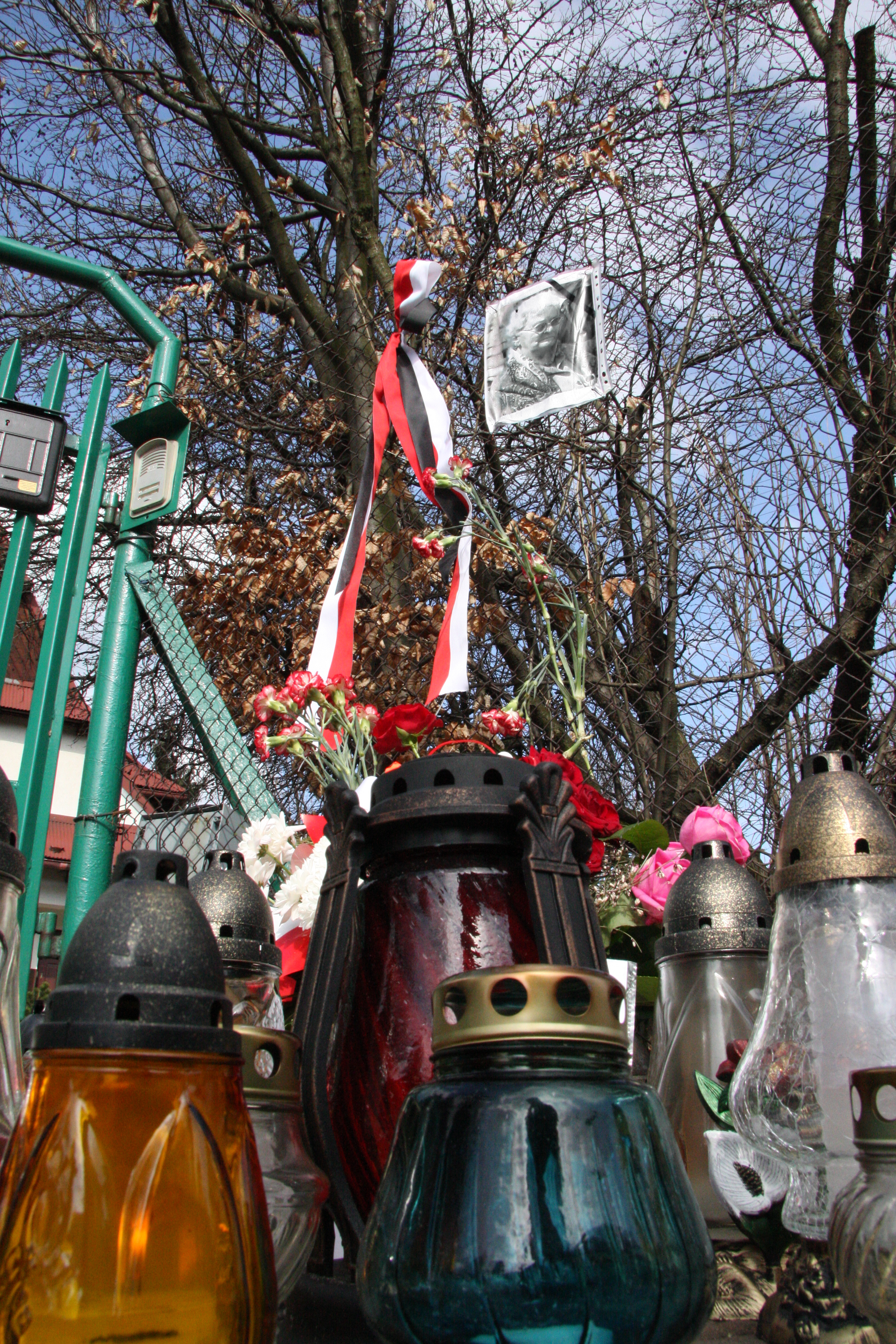
Znicze pod domem zmarłej Bronisławy Orawiec-Löffler

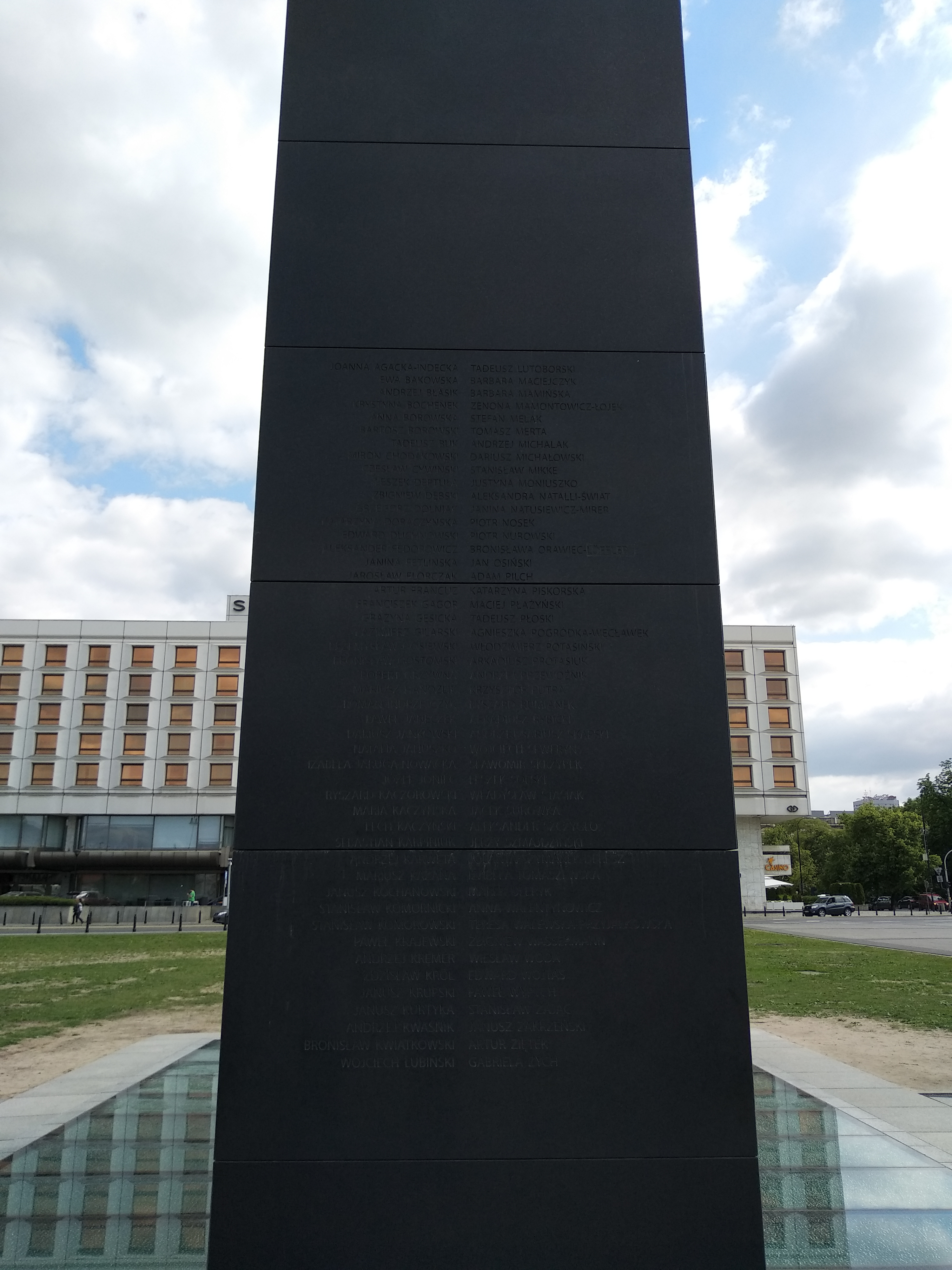
Bronisława Orawiec-Löffler upamiętniona na Pomniku Ofiar Tragedii Smoleńskiej 2010 roku w Warszawie

Bronisława Orawiec-Löffler mieszkała w rodzinnym Poroninie. Córka Bronisława Orawca i Heleny z domu Stachoń. Rodzina Orawców była zasłużona dla Poronina. Rodzice Bronisławy byli zaangażowani w ruch oporu. Ukrywali ludzi poszukiwanych przez gestapo oraz pomagali w organizacji przerzutu osób przez granicę, za co byli więzieni. W czasie II wojny światowej w domu Orawców w Poroninie, stanowiącego punkt przerzutowy Związku Walki Zbrojnej (pensjonat Marluan, wybudowany przez dziadka Bronisławy, Jakuba, nazwany od imion jego córek Marii, Anieli i Ludwiki) od stycznia 1940 ukrywał się żołnierz, Franciszek Gajowniczek, który wkrótce został aresztowany przez gestapo, a wraz z nim ciotka Bronisławy, Helena i ojciec Bronisław (w wyniku starań rodziny później uwolnieni, zaś Gajowniczek trafił do obozu koncentracyjnego Auschwitz-Birkenau, gdzie w sierpniu 1941 oddał za niego życie święty Maksymilian Maria Kolbe).
W latach 1947–1952 studiowała na Wydziale Stomatologii Akademii Medycznej w Krakowie. W latach 1953–1989 pracowała w swoim zawodzie w Nowym Targu (była kierownikiem protetyki, gdzie m.in. jako jedyna w regionie wykonywała odlewy woskowe z przeznaczeniem dla miejscowych hokeistów Podhala), Bukowinie Tatrzańskiej, Poroninie, a następnie w Zakopanem. Była aktywna społecznie. Wielokrotnie zasiadała w zarządzie Związku Podhalan.
Z uwagi na swoją energię życiową nosiła przydomek „Halny” nadany przez znajomych. Szczególnie aktywnie angażowała się w wiele działań patriotycznych, od lat 80 należała do Federacji Rodzin Katyńskich, w swoim regionie dbała o pamięć pomordowanych w Katyniu, organizowała spotkania i konkursy szkolne na ten temat, organizowała upamiętnienia w postaci tablic pamiątkowych i zasadzenia dębów.
Ciotką Bronisławy Orawiec-Löffler była Aniela Gut-Stapińska, działaczka kulturalna, poetka, nowelistka, a stryjem major Franciszek Orawiec, dowódca 2. Pułku Strzelców Podhalańskich, zamordowany w Katyniu w 1940 przez NKWD (poprzez osobę stryja była spowinowacona z rodziną Beksińskich, gdyż żoną Franciszka była córka architekta Władysława Beksińskiego). W rodzinie Bronisławy Orawiec-Löffler zachował się list napisany przez płk. Orawca z obozu w Kozielsku, który został przekazany do IPN w Krakowie. Bronisława Orawiec-Löffler przez wiele lat chciała osobiście oddać hołd swojemu stryjowi pochowanemu w katyńskim lesie. Przywiozła też urnę z katyńską ziemią, którą złożono w Poroninie pod obeliskiem poświęconym ofiarom Katynia. W 2001 roku była inicjatorką wystawy "Katyń – walka o prawdę" w Poroninie. W 2005 roku była przesłuchiwana w roli świadka w Oddziałowej Komisji Ścigania Zbrodni przeciwko Narodowi Polskiemu w Krakowie w sprawie zamordowania w Katyniu jej stryja, Franciszka.
27 lutego 1954 jej mężem został Wiesław Löffler, inżynier budownictwa, zmarły 26 listopada 2003. Mieli córkę Anitę oraz wnuka Łukasza. Zginęła tragicznie w katastrofie polskiego samolotu Tu-154M w Smoleńsku, wraz z parą prezydencką i delegacją polskich władz, w drodze na obchody 70. rocznicy zbrodni katyńskiej, udając się tam po raz pierwszy z zamiarem oddania hołdu stryjowi Franciszkowi, pochowanemu w katyńskim lesie. 19 kwietnia 2010 została pochowana z wojskowymi honorami na cmentarzu w Poroninie.

## Odznaczenia
Bronisława Orawiec-Löffler została odznaczana Srebrnym Krzyżem Zasługi, srebrną odznaką „Za zasługi dla Ziemi Krakowskiej” i odznaką honorową „Za wzorową pracę w służbie zdrowia”.
16 kwietnia 2010 została odznaczona pośmiertnie Krzyżem Kawalerskim Orderu Odrodzenia Polski.